# Черношкур, Василий Андреевич
Василий Андреевич Черношкур (укр. Василь Андрійович Черношкур; 19 февраля 1946, Запорожье — 25 января 2025, Киев) — советский и украинский актёр театра, кино и телевидения, радиоведущий и педагог. Народный артист Украины (2001).

## Биография
Родился 19 февраля 1946 года в Запорожье.
Учился в Киевском национальном университете театра, кино и телевидения имени И. К. Карпенко-Карого, который окончил в 1968 году.
С 1968 года служил в Херсонском областном академическом музыкально-драматическом театре им. Н. Кулиша. В 2010 году вышел на пенсию. Проработал в театре 42 года, исполнил 200 ролей.
Являлся профессором Херсонского государственного педагогического унтверситета.
Последние годы жил в Киеве. Снимался в телевизионных сериалах. Работал на третьем украинском канале радио «Культура» в радиопрограмме «Вечерняя колыбельная».
Скончался 25 января 2025 года на 79 году жизни.

## Фильмография
- 2013 — Это я — отец
- 2014 — Ветер в лицо — водитель автобуса
- 2016—2017 — Окно жизни — педиатр
- 2017—2018 — Врач Ковальчук — Сороник
- 2018 — Опер по вызову — вахтёр
- 2019 — Крепостная — Иван
- 2019 — Чужая жизнь — участие
- 2019 — Садовница — сосед
- 2020 — Карпатский рейнджер — участие
- 2020 — Поймать Кайдаша — участие
- 2020 — Мой милый найден — вахтёр
- 2020 — Последний день войны — лесник
- 2020 — Сага — сторож
- 2020 — Мавки — Валентин Никифорович Щербак
- 2021 — Спасти Веру — Кузьмич
- 2021 — Провинциал — рыбак

## Звания и награды
- Почётная грамота Кабинета Министров Украины (2 июня 1999) — за значительный личный вклад в развитие национальной культуры и искусства, высокий профессионализм и плодотворную общественную деятельность[6]
- Народный артист Украины (23 марта 2001) — за весомый личный вклад в развитие национальной культуры и искусства, высокий профессионализм[1]